# Глиуис ап Солор
Глиуис (валл. Glywys; умер в 480 году) — правитель Гливисинга (470—480).

## Биография
Глиуис — сын Солора Керниуского или его брата Филура, а еще по другой версии и вовсе сыном Тегида, сына Каделла.
Во время правления присоединил к своим владениям земли своего брата Гейдана. Его младший брат, Пандульф, стал его вассалом, потеряв при этом свои земли. Гливис также захватил земли своих двоюродных братьев, Карадога ап Филура и Элиседа ап Долора.
В 480 году Гливис умер и его многочисленные сыновья, те кто не ушли в монахи, разделили Гливисинг на мельчайшие княжества.
Женой была Гваула, дочь Кередига ап Кунеды, от которой у них было 21 ребёнок: Гвинлиу (умер в 523 году), Паул, Петрок (умер в 564 году), Кинварх, Эделиг, Педр, Луип, Клесоф, Сант, Перин, Сауил, Кадваладр, Мерхвин (умер в 515), Гуран, Мор, Маргам, Гвер, Корнил, Кадвал и Дивун.